# Banffia
La banffia (gen. Banffia) è un enigmatico animale estinto, forse appartenente ai vetulicoli, vissuto tra il Cambriano inferiore e il Cambriano medio (520-505 milioni di anni fa). I suoi resti sono stati rinvenuti nel ben noto giacimento di Burgess Shales (Canada) e nel giacimento di Maotianshan (Cina).

## Descrizione
La banffia era un organismo che raggiungeva una decina di centimetri di lunghezza. Il corpo era diviso in una metà anteriore e in una posteriore di eguali dimensioni; visto di fronte, l'intero corpo sembra avvitato in una spirale in senso orario. Si presume che questa bizzarra condizione fosse un adattamento secondario sviluppatosi da una condizione iniziale di simmetria bilaterale.
La sezione anteriore del corpo era formata da due gusci simili a carapaci, non mineralizzati e fusi insieme. Una struttura simile a una corona, formata da tre cerchi concentrici, circondava la bocca; un'altra struttura, simile a un'antenna, era posta subito dietro la bocca e forse fungeva da organo sensorio. La sezione posteriore del corpo, invece, era composta da numerosi segmenti, in misura variabile da 40 a 50. L'intestino sembrerebbe essere stato dritto e potrebbe aver avuto una serie di diverticoli, mentre l'ano era posto all'estremità posteriore dell'animale. In alcuni fossili è visibile la traccia di una struttura interpretata come un sistema circolatorio.

## Specie
Conosciuta attraverso centinaia di fossili provenienti dal giacimento di Burgess, la specie Banffia constricta è stata descritta per la prima volta negli anni '10 da Charles Doolittle Walcott. In anni recenti, invece, è stata scoperta una specie più antica, Banffia confusa, proveniente dal giacimento cinese di Maotianshan.

## Possibile stile di vita
Si presume che la banffia fosse un organismo nuotatore che viveva in prossimità del fondale marino; probabilmente si nutriva di detriti posti sul fondale o di particelle presenti nell'acqua, che venivano filtrate attraverso la bocca.

## Classificazione
Nel 1911 la specie canadese venne erroneamente ascritta da Walcott agli anellidi; nonostante siano passati molti anni e vari studiosi si siano avvicendati nello studio di questo enigmatico animale, a tutt'oggi non vi è un accordo riguardo alla classificazione della banffia. Ancora nel 2006, differenti proposte accostavano la banffia agli urocordati, ai vetulicoli o agli artropodi. Nonostante il piano corporeo richiami quello dei vetulicoli (sezioni anteriore e posteriore di uguale misura e segmentate), l'assenza di caratteri come le branchie e l'endostilo (e la contemporanea presenza di diverticoli intestinali) rende improbabile l'appartenenza della banffia a un qualsiasi gruppo di deuterostomi.